# Горохівка (селище)
Горохівка — селище в Україні, у Воскресенській селищній громаді Миколаївського району Миколаївської області. Населення становить 261 особу.

## Історія
17 липня 2020 року, в результаті адміністративно-територіальної реформи та ліквідації Вітовського району, селище увійшло до складу Миколаївського району.

## Населення
Відповідно із переписом УРСР 1989 року чисельність наявного населення селища становила 427 осіб, з яких 214 чоловіків та 213 жінок.
За переписом населення України 2001 року в селищі мешкала 261 особа.

## Мова
Розподіл населення за рідною мовою за даними перепису 2001 року:
| Мова       | Відсоток |
| ---------- | -------- |
| українська | 91,57 %  |
| російська  | 7,66 %   |
| молдовська | 0,38 %   |
| польська   | 0,38 %   |